# Église Saint-Paul (Riga)
Pour les articles homonymes, voir Église Saint-Paul.
L'église luthérienne évangélique Saint-Paul (letton : Rīgas svētā Pāvila evaņģēliski luteriskā baznīca) est une église évangélique-luthérienne située dans le voisinage de Grizinkalns à Riga, capitale de Lettonie.

## Historique
La première pierre est posée en 1885.
L'édifice est conçu par Gustavs Hilbigs (lv) et la construction est terminée après sa mort par son fils Hermanis Hilbigs.
Le bâtiment est inauguré le 8 novembre 1887.
Le retable est peint en 1937 par Jānis Roberts Tillbergs.